# Jerónimo Pérez de Castro
Jerónimo o Gerónimo Pérez de Castro, por pseudónimo Sulpicio Severo, escritor satírico español del siglo XVII.

## Biografía
Nada se sabe de él, salvo que escribió una sátira contra los médicos que rezuma antisemitismo, El nigromántico (1670), impresa en Valencia y Granada y curiosamente dedicada "a las memorandas cenizas de la flor de la andante cavallería el protocavallero Don Quijote de la Mancha". Palau indica que "se dice el autor de esta obra contra los médicos fue el P. Valdecebro y que a causa de ello sufrió destierro". Sí es cierto que en agosto de 1673 la Inquisición de Zaragoza envió a la corte denunciada esta obra.

## Obras
- El Nigromántico de Sulpicio Severo: le dedica a las memorandas cenizas de la Flor de la andante Caualleria... el nunca assazmente clebrado, protocavallero Don Qvixote de la Mancha, tutor de pupilos, Valencia y Granada, a costa del dotor Murillo, vendedor de libros, 1670.